# Florent Malouda
Florent Johan Malouda, född 13 juni 1980 i Cayenne, Franska Guyana, är en fransk före detta fotbollsspelare (mittfältare). Han representerade under sin karriär Frankrikes fotbollslandslag. 
Malouda började sin professionella karriär år 1996 i Berrichonne de Châteauroux. År 2000 gick han till En Avant Guingamp och 2003–2006 spelade han i den franska toppklubben Olympique Lyonnais.
Malouda skrev på för Chelsea i juli 2007 då Londonklubben vann kampen om honom mot bland annat Arsenal och Liverpool.

## Klubbkarriär

### Guingamp
Malouda flyttade från Châteauroux till Guingamp år 2000 och blev där lagkamrat med Didier Drogba. På 19 framträdanden för Guingamp gjorde Malouda 15 mål, vilket väckte ett intresse för honom hos toppklubben Olympique Lyonnais som värvade honom strax efter att ha vunnit franska ligan säsongen 2002/2003.

### Lyon
Malouda blev tillsammans med Juninho, Michael Essien, Grégory Coupet och Mahamadou Diarra en del av en enastående laguppställning i Lyon och det dröjde inte länge innan han kallades till spel i det franska landslaget.
Höjdpunkterna i Maloudas Lyon-karriär var när han blev utnämnd till matchens bästa spelare mot Real Madrid i UEFA Champions League och hans tio mål som ledde Lyon till deras sjätte ligatitel i följd. Malouda vann även, samma säsong, pris som Årets spelare. Han valdes framför lagkamraten Juninho, Lille-spelaren Abdul Kader Keïta, Toulouse FC:s Johan Elmander och RC Lens' Seydou Keita.
Malouda uttryckte sin önskan om att få lämna Lyon vid slutet på säsongen 2006/2007. Både Chelsea och Real Madrid visade intresse för honom. Den 29 juni 2007 sade Malouda till nyhetsbladet Le Progres att han ville flytta till Chelsea och att Londonklubben hade lagt ett bud värt 17 miljoner euro för honom. Den 5 juli 2007 bekräftades det att Chelsea hade inlett förhandlingar med Lyon angående en eventuell övergång.

### Chelsea

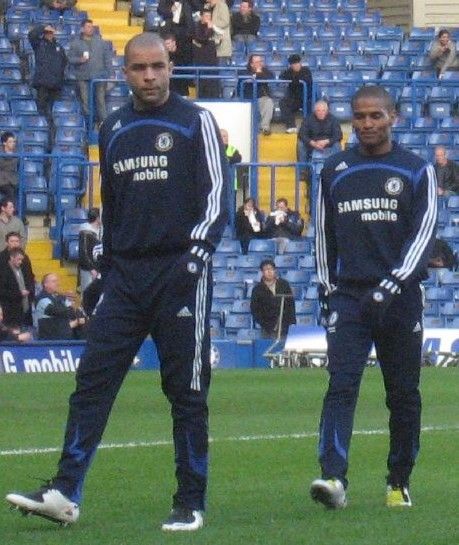
Malouda (till höger) med lagkamraten Alex i Chelsea.

Den 9 juli 2007 skrev Malouda på för Chelsea. Transfersumman uppgick till omkring 20 miljoner euro. Han fick tröjnummer 15. I sin första match för Chelsea gjorde Malouda ett mål och spelade fram till ett annat. Han gjorde sin officiella debut för klubben i tävlingsammanhang mot Manchester United i FA Community Shield-matchen 2007. Malouda gjorde Chelseas enda mål, matchen slutade 1-1 och avgjordes slutligen på straffsparkar, där Chelsea förlorade. Malouda gjorde senare mål mot Schalke 04 i sin första Champions League-match med Chelsea.
Följande säsong, nu under tränaren Luiz Felipe Scolari, inledde Malouda med att göra mål mot Bordeaux i Champions League-gruppspelet den 16 september 2008 och i en oavgjord match mot Portsmouth i Carling Cup. Hans första ligamål för säsongen kom mot Middlesbrough.

## Internationell karriär
Malouda debuterade för det franska fotbollslandslaget den 17 november 2004 i en match mot Polen. Han tog snart en ordinarie plats i landslaget och gjorde sitt första mål för Frankrike den 31 maj 2005 mot Ungern.
Malouda spelade nästan i samtliga matcher i Frankrikes kval till VM 2006 i Tyskland, där de kom att förlora på straffar i finalen mot Italien. Till dato har Malouda gjort tre mål på 42 matcher för Frankrike.

## Meriter

### Lyon
- Ligue 1: 2003/2004, 2004/2005, 2005/2006, 2006/2007
- Trophée des champions: 2004, 2005, 2006

### Chelsea
- FA-Cupen: 2009, 2010, 2012
- FA Premier League: 2010
- UEFA Champions League: 2012
- FA Community Shield: 2009

## Privatliv
Malouda är gift med en brasilianska som heter Florencia. Tillsammans har de en son, Aaron, som föddes den 30 november 2005.